# Experimental Breeder Reactor II
L'Experimental Breeder Reactor-II (EBR-II) était un réacteur à neutrons rapides refroidi au sodium conçu, construit et exploité par le laboratoire national d'Argonne à la National Reactor Testing Station dans l'Idaho. Il a été fermé en 1994. La surveillance du réacteur a été transférée au Laboratoire national de l'Idaho après sa fondation en 2005.
Les opérations initiales ont commencé en juillet 1964 et le réacteur a atteint la criticité en 1965, pour un coût total de plus de 32 millions de dollars américains (297 millions de dollars de 2022). À l’origine, l’objectif de la conception et de l’exploitation d'EBR-II était de faire la démonstration d’une centrale complète équipée d'un réacteur-surgénérateur avec retraitement sur place du combustible métallique solide. Les éléments combustibles enrichis à environ 67 % d’uranium 235 étaient insérés dans des tubes en acier inoxydable et retirés lorsqu’ils atteignaient un enrichissement d’environ 65 %. Les tubes étaient ouverts et le combustible retraité pour éliminer les poisons neutroniques, mélangé à de l’uranium 235 frais pour augmenter l’enrichissement, et replacé dans le réacteur.
Les essais du cycle surgénérateur d’origine se sont poursuivis jusqu’en 1969, après quoi le réacteur a été utilisé pour tester le concept du réacteur rapide intégral (en) (IFR). Dans ce rôle, les neutrons à haute énergie du cœur d'EBR-II ont été utilisés pour tester les combustibles et les matériaux des futurs réacteurs à métaux liquides plus grands. Dans le cadre de ces expériences, EBR-II a subi en 1986 un arrêt expérimental simulant une défaillance complète de la pompe de refroidissement. Il a démontré sa capacité à refroidir lui-même son combustible par convection naturelle du sodium pendant la période de puissance résiduelle qui a suivi l’arrêt. Il a été utilisé dans le rôle de soutien d'IFR, et dans de nombreuses autres expériences, jusqu’à ce qu’il soit mis hors service en septembre 1994.
À pleine puissance, qu’il atteignit en septembre 1969, EBR-II produisait environ 62,5 mégawatts de chaleur et 20 mégawatts d’électricité grâce à un système conventionnel de turbine à vapeur à trois boucles et à une tour aéroréfrigérante à air pulsé. Au cours de sa vie, il a généré plus de deux milliards de kilowattheures d’électricité, fournissant la majorité de l’électricité et de la chaleur aux installations du Laboratoire national d’Argonne-Ouest.

## Conception
Le combustible est constitué de barres d’uranium de 5 millimètres de diamètre et de 33 cm de longueur. Enrichi à 67 % d’uranium 235 à l’état neuf, la concentration tombe à environ 65 % en fin d'irradiation. Les barres contenaient également 10 % de zirconium. Chaque élément combustible est placé à l’intérieur d’un tube en acier inoxydable à paroi mince (gaine) avec une petite quantité de sodium métallique. Le tube est soudé en haut pour former une unité de 73 cm de long. Le but du sodium est de fonctionner comme un agent de transfert de chaleur. Au fur et à mesure que l’uranium subit une fission, il développe des fissures et le sodium pénètre dans les vides. Il extrait un produit de fission important, le césium 137, et devient donc intensément radioactif. Le vide au-dessus de l’uranium recueille les gaz de fission, principalement le krypton 85. Des groupes de 91 crayons sont assemblés en nid d'abeille à l’intérieur de gaines hexagonales en acier inoxydable de 234 cm de long ; chaque unité contient environ 4,5 kg d’uranium. Au total, le cœur contient environ 308 kg de combustible uranium, et cette partie s’appelle le "driver".
Le cœur d'EBR-II peut accueillir jusqu’à 65 sous-assemblages expérimentaux pour les tests d’irradiation et de fiabilité opérationnelle, alimentés par une variété de combustibles métalliques et céramiques - oxydes, carbures ou nitrures d’uranium et de plutonium, et alliages de combustible métalliques tels que le combustible uranium-plutonium-zirconium. D’autres positions de sous-assemblages peuvent contenir des expériences sur les matériaux de structure.

## Sécurité passive

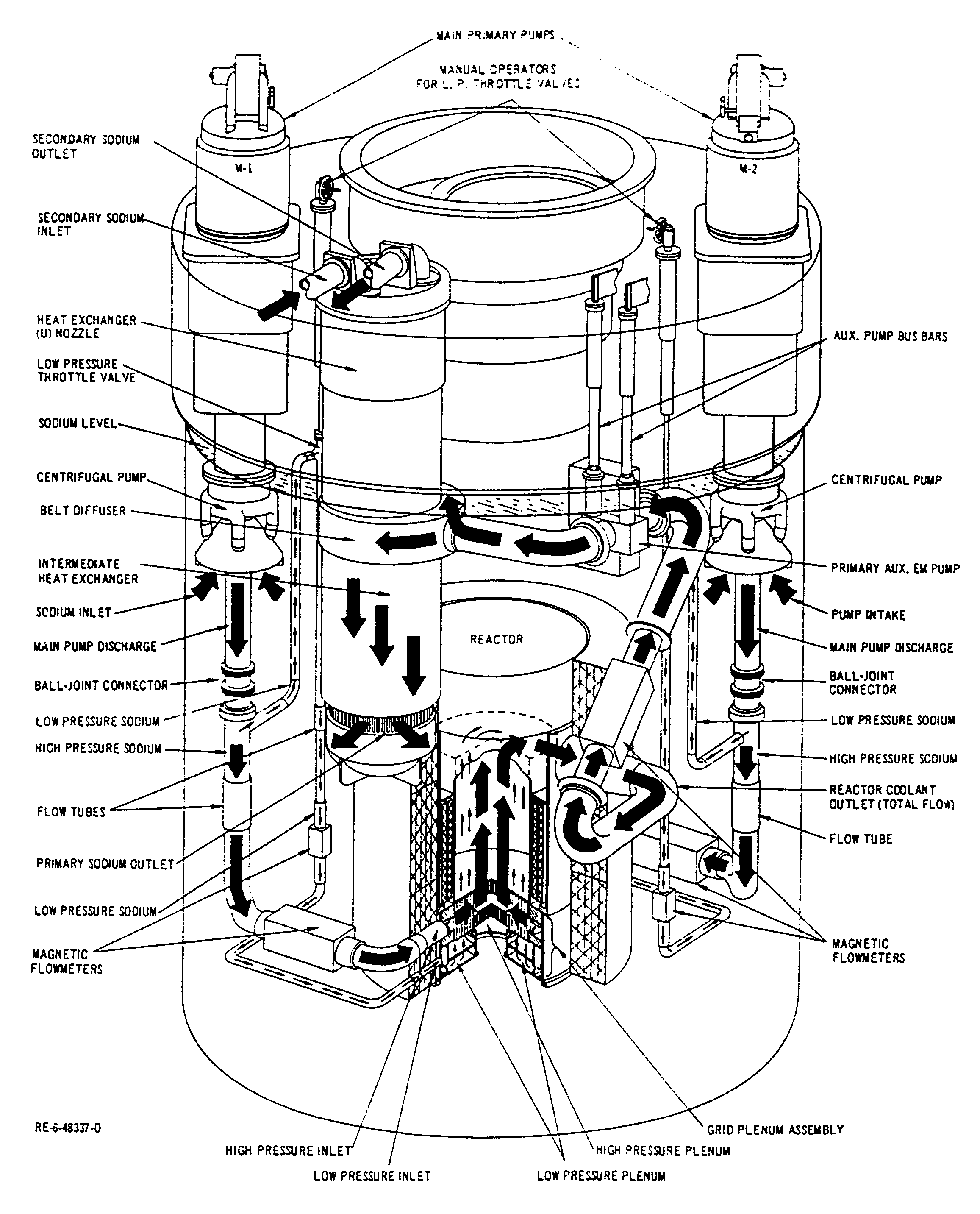
Schéma de la cuve du réacteur EBR-II

La conception du réacteur de type piscine d’EBR-II assure la sécurité passive : le cœur du réacteur, ses équipements de manutention du combustible et de nombreux autres systèmes du réacteur sont immergés dans le sodium liquide. En utilisant un fluide caloporteur qui extrait facilement la chaleur du combustible et qui fonctionne à des températures relativement basses, EBR-II tire le meilleur parti de la dilatation du caloporteur, du combustible et de la structure lors d’événements anormaux qui augmentent les températures. L’expansion du combustible et de la structure dans une situation anormale provoque l’arrêt du système même sans intervention humaine de l’opérateur. En avril 1986, deux essais spéciaux ont été effectués sur EBR-II, au cours desquels les pompes primaires principales de refroidissement ont été arrêtées alors que le réacteur était à pleine puissance (62,5 mégawatts thermique). En ne permettant pas aux systèmes d’arrêt normaux d’interférer, la puissance du réacteur est tombée à près de zéro en 300 secondes environ. Il n’en est résulté aucun dommage au combustible ou au réacteur. Le même jour, cette démonstration a été suivie d’un autre test important. Le réacteur étant de nouveau à pleine puissance, le débit dans le système de refroidissement secondaire a été arrêté. Ce test a provoqué une augmentation de la température, car la chaleur du réacteur n'était plus évacuée. Au fur et à mesure que le circuit primaire devenait plus chaud, le combustible, le sodium et la structure se dilataient, et le réacteur s’arrêtait. Ce test a montré qu’il s’arrêterait grâce aux caractéristiques inhérentes telles que la dilatation thermique, même si la capacité d’éliminer la chaleur du système de refroidissement primaire est perdue.

## Démantèlement
Le réacteur a été arrêté en septembre 1994. La phase initiale des activités de démantèlement, le déchargement du combustible, s’est achevée en décembre 1996. À partir de 2000, les liquides de refroidissement (sodium primaire et secondaire) ont été retirés et traités. Cette phase s’est achevée en mars 2001. La troisième et dernière phase de l’activité de démantèlement a consisté à « placer les systèmes réacteurs et non réacteurs dans un état de sécurité radiologique et industrielle ».
Entre 2012 et 2015, certains composants souterrains du réacteur ont été retirés. Le coût des mesures d’enlèvement dans le bâtiment réacteur s’est élevé à environ 25,7 millions de dollars. Le sous-sol contenant le réacteur a été rempli de coulis de béton. Le projet de décontamination et d’inhumation, d’une durée de trois ans, a coûté 730 millions de dollars. À un stade ultérieur, le grand dôme en béton qui recouvre le réacteur EBR-II devait être démantelé et un couvercle en béton placé sur la structure restante.
En 2018, les plans ont été modifiés. L’enlèvement du dôme a été arrêté et en 2019, un nouveau sol a été coulé et le dôme a reçu une nouvelle peinture pour préparer le bâtiment à un usage industriel. Le bâtiment sera utilisé pour une installation de recherche située au-dessus du réacteur enseveli. Le dôme fait partie intégrante de la tombe et fait l’objet d’un « programme de gestion et de contrôle à long terme à l’échelle du site ». L’utilisation du site sera de nature industrielle pendant une période de 100 ans et probablement dans un avenir indéfini par la suite.

## Installations connexes

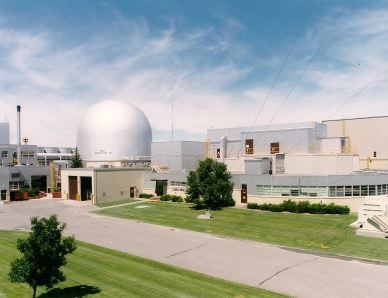
EBR-II et l’installation de conditionnement du combustible.

L’objectif d'EBR-II était de démontrer le fonctionnement d’une centrale à réacteur rapide refroidie au sodium avec retraitement sur site du combustible métallique. Afin d’atteindre cet objectif de retraitement sur site, EBR-II faisait partie d’un ensemble plus vaste d’installations, composé :
- d'une installation de conditionnement du combustible : installation de traitement du combustible usé d'EBR-II et d’autres réacteurs, à l’aide d’un électro-raffineur pour le traitement électrométallurgique du combustible usé ;
- d'une installation de fabrication d’éléments combustibles métalliques (Fuel Manufacturing Facility) ;
- d'une installation d’examen des combustibles chauds : un complexe de « cellules chaudes » pour la manipulation et l’examen à distance de matières hautement radioactives ;
- d'une installation de traitement du sodium : installation de transformation du sodium radioactif en déchets de faible activité.

## Galerie

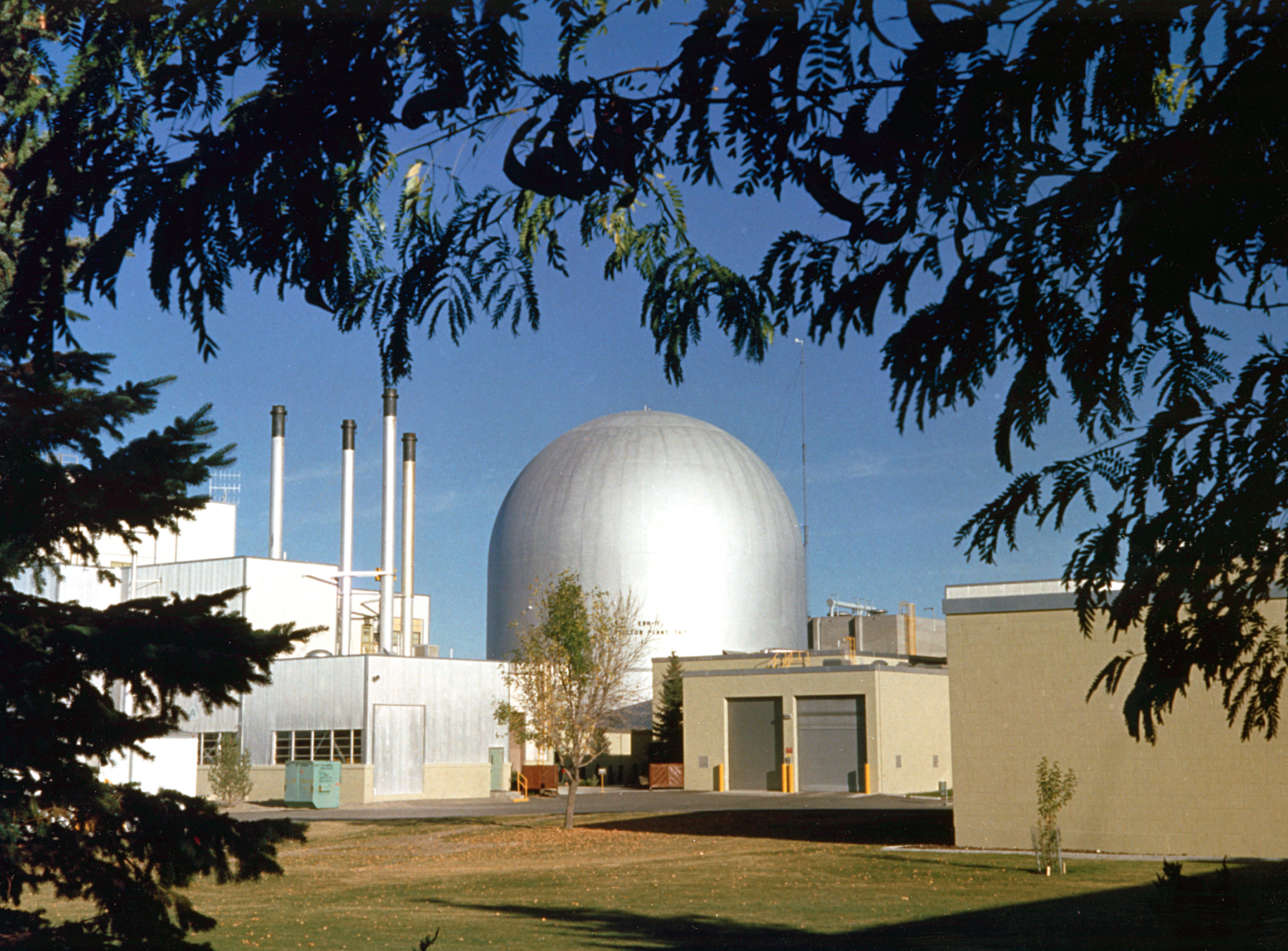
EBR-II
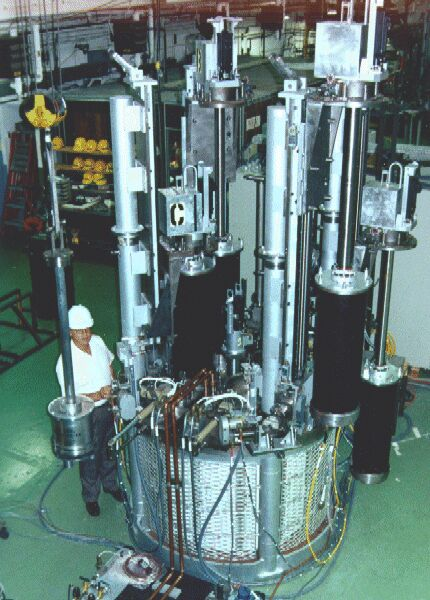
Electro-raffineur
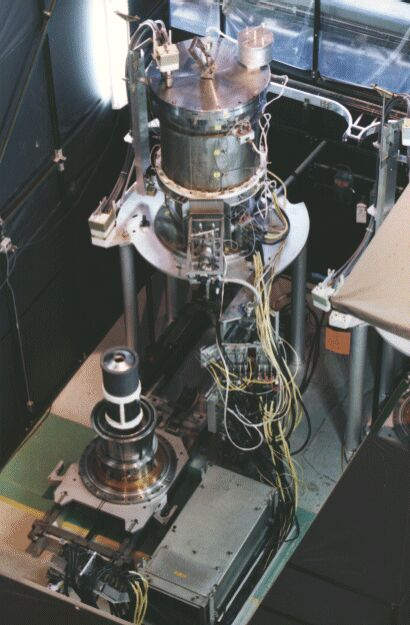
Processeur cathodique
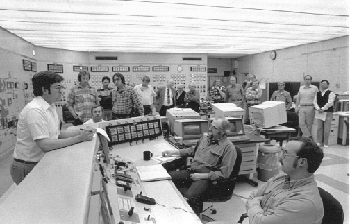
Salle de commande d'EBR-II en 1986
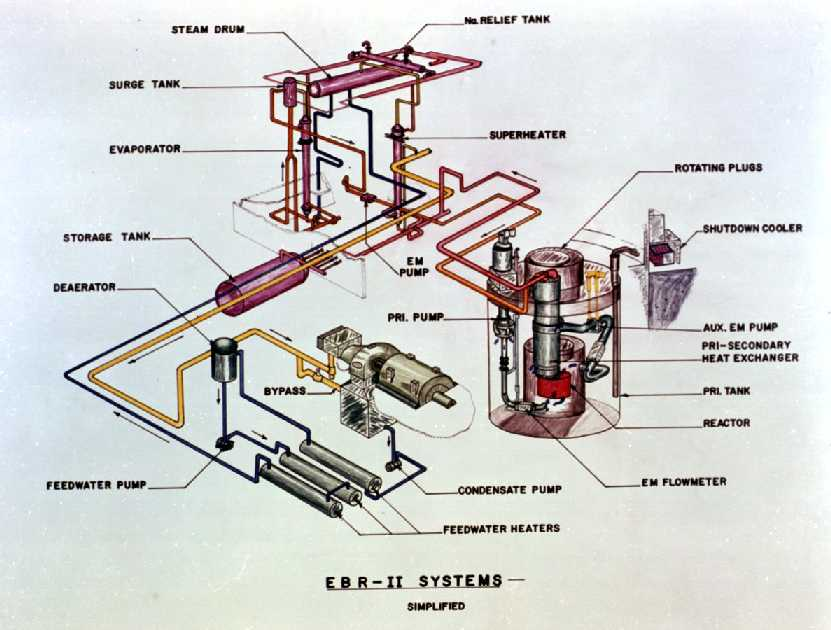
Schéma d'EBR-II
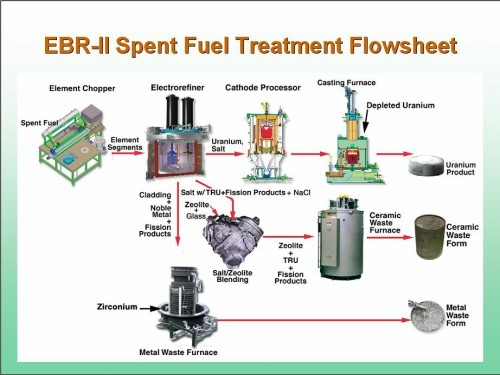
Schéma du procédé de traitement du combustible usé